# Qatar op de Olympische Zomerspelen 2012
Qatar nam deel aan de Olympische Zomerspelen 2012 in Londen, Verenigd Koninkrijk.

## Medailleoverzicht
| Sport       | Olympiër          | Onderdeel        | Medaille |
| ----------- | ----------------- | ---------------- | -------- |
| Atletiek    | Mutaz Barshim     | hoogspringen (m) | Zilver   |
| Schietsport | Nasser Al-Attiyah | skeet (m)        | Brons    |

## Deelnemers en resultaten
(m) = mannen, (v) = vrouwen

### Atletiek
| Olympiër          | Onderdeel        | Resultaat | Prestatie                                                 |
| ----------------- | ---------------- | --------- | --------------------------------------------------------- |
| Musaab Balah      | 800m (m)         | 21e       | serie 2: 2de in 1.46,37 halve finale 2: 7de in 1.47,52    |
| Mohammed Al-Qarni | 1500m (m)        | 14e       | serie 1: 5de in 3.36,99 halve finale 2: 9de in 3.36,78    |
| Hamza Driouch     | 1500m (m)        | 24e       | serie 2: 2de in 3.39,67 halve finale 1: 11de in 3.49,40   |
| Mohammed Bakhet   | marathon (m)     | 68e       | 2:25.17                                                   |
| Mutaz Barshim     | hoogspringen (m) | Zilver    | kwalificatie groep A: 3de met 2,26m finale: 2de met 2,29m |
|                   |                  |           |                                                           |
| Noor Al-Malki     | 100m (v)         | DNF       | voorronde serie 3: niet gefinisht                         |

### Schietsport
| Olympiër          | Onderdeel                  | Resultaat | Prestatie                                                                                  |
| ----------------- | -------------------------- | --------- | ------------------------------------------------------------------------------------------ |
| Nasser Al-Attiyah | skeet (m)                  | Brons     | kwalificatie: 4de met 121 punten (25-23-24-24-25) finale: 3de met 144 punten (shoot-off:6) |
| Rashid Al-Thaba   | trap (m)                   | 10e       | kwalificatie: 10de met 121 punten (24-25-24-24-24)                                         |
| Rashid Al-Thaba   | dubbeltrap (m)             | 7e        | kwalificatie: 7de met 136 punten (43-46-47)                                                |
|                   |                            |           |                                                                                            |
| Bahiya Al-Hamad   | 10m luchtgeweer (v)        | 17e       | kwalificatie: 17de met 395 punten (98-99-100-98)                                           |
| Bahiya Al-Hamad   | 50m geweer 3 houdingen (v) | 46e       | kwalificatie: 46ste met 555 punten (97-98-90-92-86)                                        |

### Tafeltennis
| Olympiër  | Onderdeel     | Resultaat | Prestatie                                                |
| --------- | ------------- | --------- | -------------------------------------------------------- |
| Aya Majdi | enkelspel (v) | 65e       | voorronde: V van CAN Zhang: 0-4 (3-11, 7-11, 6-11, 3-11) |

### Zwemmen
| Olympiër    | Onderdeel           | Resultaat | Prestatie               |
| ----------- | ------------------- | --------- | ----------------------- |
| Ahmed Atari | 400m wisselslag (m) | 36e       | serie 1: 5de in 5.21,30 |
|             |                     |           |                         |
| Nada Arkaji | 50m vrije slag (v)  | 59e       | serie 3: 4de in 30,89   |

Afghanistan · Albanië · Algerije · Amerikaanse Maagdeneilanden · Amerikaans-Samoa · Andorra · Angola · Antigua en Barbuda · Argentinië · Armenië · Aruba · Australië · Azerbeidzjan · Bahama's · Bahrein · Bangladesh · Barbados · België · Belize · Benin · Bermuda · Bhutan · Bolivia · Bosnië en Herzegovina · Botswana · Brazilië · Britse Maagdeneilanden · Brunei · Bulgarije · Burkina Faso · Burundi · Cambodja · Canada · Centraal-Afrikaanse Republiek · Chili · China · Chinees Taipei · Colombia · Comoren · Congo-Brazzaville · Congo-Kinshasa · Cookeilanden · Costa Rica · Cuba · Cyprus · Denemarken · Djibouti · Dominica · Dominicaanse Republiek · Duitsland · Ecuador · Egypte · El Salvador · Equatoriaal-Guinea · Eritrea · Estland · Ethiopië · Fiji · Filipijnen · Finland · Frankrijk · Gabon · Gambia · Georgië · Ghana · Grenada · Griekenland · Groot-Brittannië · Guam · Guatemala · Guinee · Guinee‑Bissau · Guyana · Haïti · Honduras · Hongarije · Hongkong · Ierland · IJsland · India · Indonesië · Irak · Iran · Israël · Italië · Ivoorkust · Jamaica · Japan · Jemen · Jordanië · Kaaimaneilanden · Kaapverdië · Kameroen · Kazachstan · Kenia · Kirgizië · Kiribati · Koeweit · Kroatië · Laos · Lesotho · Letland · Libanon · Liberia · Libië · Liechtenstein · Litouwen · Luxemburg · Macedonië · Madagaskar · Malawi · Maldiven · Maleisië · Mali · Malta · Marshalleilanden · Marokko · Mauritanië · Mauritius · Mexico · Micronesië · Moldavië · Monaco · Mongolië · Montenegro · Mozambique · Myanmar · Namibië · Nauru · Nederland · Nepal · Nicaragua · Nieuw-Zeeland · Niger · Nigeria · Noord-Korea · Noorwegen · Oeganda · Oekraïne · Oezbekistan · Oman · Oostenrijk · Oost-Timor · Pakistan · Palau · Palestina · Panama · Papoea-Nieuw-Guinea · Paraguay · Peru · Polen · Portugal · Puerto Rico · Qatar · Roemenië · Rusland · Rwanda · Saint Kitts en Nevis · Saint Lucia · Saint Vincent en Grenadines · Salomonseilanden · Samoa · San Marino · Sao Tomé en Principe · Saoedi-Arabië · Senegal · Servië · Seychellen · Sierra Leone · Singapore · Slovenië · Slowakije · Soedan · Somalië · Spanje · Sri Lanka · Suriname · Swaziland · Syrië · Tadzjikistan · Tanzania · Thailand · Togo · Tonga · Trinidad en Tobago · Tsjaad · Tsjechië · Tunesië · Turkije · Turkmenistan · Tuvalu · Uruguay · Vanuatu · Venezuela · Verenigde Arabische Emiraten · Verenigde Staten · Vietnam · Wit-Rusland · Zambia · Zimbabwe · Zuid-Afrika · Zuid-Korea · Zweden · Zwitserland · Onafhankelijke atleten